# برايان كولفين
برايان كولفين (بالإنجليزية: Brian Colvin)‏ هو طبيب أمراض الدم ‏ بريطاني، ولد في 17 يناير 1946.